# Paflagonien

Karta över Mindre Asien, Paflagonien i norr

Paflagonien, grekiska: Παφλαγονία (Paphlagonia), var under antiken namnet på en del av Mindre Asien, i nuvarande Turkiet. Paflagonien begränsades i norr av Svarta havet, i öster av Pontus med floden Halys som gräns, i söder av Galatien och i väster av Bithynien, med floden Parthenios (nu Bartın) som gräns.
Landet är till stor del bergigt och därför endast medelmåttigt fruktbart. Bland dess produkter kan nämnas utmärkt skeppsvirke och metaller. Invånarna, som redan i de homeriska sångerna kallas paflagoner, var tappra krigare och utmärkta ryttare men skildras även som råa och föga begåvade.
Efter att i äldre tid ha utgjort en självständig stat underkuvades Paflagonien av den lydiske konungen Kroisos och var sedan successivt införlivat med de persiska, pontiska och romerska rikena. Länge behärskades dock landets inre delar av inhemska, halvt oberoende furstar. Mellan cirka 200 och 130 f.Kr. regerades området av fem monarker ur den Galatiska dynastin: Morzi I, Gaisatorix, Morzius II, Pylaemenes I, och slutligen Pylaemenes II, som testamenterade tronen till Mithridates V Euergetes, vilket innebar att riket efter att denne besegrades av Rom hamnade under romerskt herravälde. Inom det romerska riket räknades Paflagonien till provinsen Galatien.
På Paflagoniens kust låg åtskilliga grekiska städer, bland vilka Sinope, en koloni från Miletos, var den främsta. Längre västerut låg Sesamos eller Amastris (nu Amasra) och inne i landet låg Gangra, de gamla paflagoniska kungarnas huvudstad.